# Estación Beekkant
La estación Beekkant es una estación del sistema de metro de Bruselas que da servicio a las líneas 1, 2, 5 y 6. La estación se localiza en la municipalidad belga de Sint-Jans-Molenbeek, estando en posición paralela al ferrocarril usado para trenes de mercancías. Fue abierta el 8 de mayo de 1981.
La estación Beekkant fue, durante un año, hasta octubre de 1982, la estación de término de las pretéritas líneas 1A y 1B.

## Historia
A beekkant hasta el 3 de abril de 2009:
Los trenes de la línea 1A llegaban del este cambiabán de sentido y continuaban su ruta hacia Roi Baudoin.
Los trenes de la línea 1B llegaban del este y continuaban su ruta hacia Erasme.
Pero a Beekkant después del 4 de abril de 2009:
Los trenes de la línea 1 llegan del este y continúan su ruta hacia la Estación del Oeste o sea el término para coger los pasajeros hacia Stockel
Los trenes de la línea 5 llegan del este y continúan su ruta hacia Erasme y Herrnnam Debroux
Los trenes de la línea 2 de la Estación del Oeste continúan su ruta hacia Simonis
Los trenes de la línea 6 de la Estación del Oeste continúan su ruta hacia Roi Baudoin
Los trenes de la línea 2 y 6 hacia la Estación del Oeste continúan su ruta hacia Elizabeth